# كابل ر. بيري
كابل ر. بيري هو سياسي أمريكي، ولد في 4 يوليو 1848 في مقاطعة أمهيرست في الولايات المتحدة، وتوفي في 27 أغسطس 1910. نشط حزبياً في الحزب الديمقراطي. وقد انتخب عضو مجلس نواب تينيسي ‏ وانتخب عضو مجلس ولاية تينيسي ‏.